# Liste nationaler Eishockeymeister 2000
Diese Liste enthält die Landesmeister im Herren-Eishockey der Saison 1999/2000 bzw. 2000. Aufgeführt sind nationale Meister der Länder, die Vollmitglied der IIHF sind oder in der IIHF-Weltrangliste geführt werden. Ersatzweise wird der Gewinner der höchsten Profiliga aufgeführt, wenn ein nationaler Meister nicht explizit ermittelt wird (z. B. NHL-Gewinner in Nordamerika oder ALIH-Sieger in Ostasien).

## Deutschland, Österreich und Schweiz
| Wettbewerb         | Meister bzw. Titelträger | Vizemeister | Absteiger                                                               |
| DEL 1999/00        | München Barons           | Kölner Haie | Moskitos Essen (eigentlich sportlich) Star Bulls Rosenheim (freiwillig) |
| Bundesliga 1999/00 | EC KAC                   | EC VSV      |                                                                         |
| Nationalliga A     | ZSC Lions                | HC Lugano   | kein Absteiger, da Aufstockung der Liga                                 |

## Europa
| Land/Meisterschaft | Liganame                  | Meister                    | Finalgegner           |
| Belarus            | Extraliga                 | Tivali Minsk               | HK Minsk              |
| Belgien            | Division Elite            | Phantoms Deurne            | Chiefs Leuven         |
| Bulgarien          | Bulgarische Eishockeyliga | HK Slawia Sofia            | HK Lewski Sofia       |
| Dänemark           | Superligaen               | Frederikshavn White Hawks  | Herning Blue Fox      |
| Estland            |                           | Tartu Välk 494             | HK Narva 2000         |
| Finnland           | SM-liiga                  | TPS Turku                  | Jokerit Helsinki      |
| Frankreich         | Élite Ligue               | Flammes Bleues de Reims    | Hockey Club de Caen   |
| Griechenland       |                           | Flying Ice Skaters Athen   | Tarandos Moschato     |
| Großbritannien     | Ice Hockey Superleague    | London Knights             | Newcastle Riverkings  |
| Italien            | Serie A1                  | HC Bozen                   | Asiago Hockey         |
| Kroatien           | Kroatische Meisterschaft  | KHL Medveščak Zagreb       | KHL Zagreb            |
| Lettland           | Virsliga                  | HK Liepājas Metalurgs      | HK Lido Nafta Riga    |
| Litauen            |                           | Viltis Elektrenai          | SC Energija           |
| Luxemburg          | Championnat               | Tornado Luxembourg         | Lokomotive Luxembourg |
| Niederlande        | Eredivisie                | Agio Huys Tigers Nijmegen  | Tilburg Trappers      |
| Norwegen           | Eliteserien               | Storhamar Hamar            | Vålerenga Oslo        |
| Polen              | Ekstraliga                | Dwory S.S.A. Unia Oświęcim | Podhale Nowy Targ     |
| Rumänien           | Rumänische Eishockeyliga  | SC Miercurea Ciuc          | Steaua Bukarest       |
| Russland           | Superliga                 | HK Dynamo Moskau           | Ak Bars Kasan         |
| Schweden           | Elitserien                | Djurgårdens IF             | MODO Hockey           |
| Schweiz            | Nationalliga A            | ZSC Lions                  | HC Lugano             |
| Slowakei           | Extraliga                 | HC Slovan Bratislava       | HKm Zvolen            |
| Slowenien          | Slowenische Eishockeyliga | HDD Olimpija Ljubljana     | HK Jesenice           |
| Spanien            | Superliga                 | CH Txuri Urdiñ             | CH Jaca               |
| Tschechien         | Extraliga                 | HC Sparta Prag             | HC Slovnaft Vsetín    |
| Ukraine            | Wyschtscha Liha           | HK Berkut Kiew             | HK Sokol Kiew         |
| Ungarn             | Borsodi Jégkorong Liga    | Dunaferr S.E.              | Ferencvárosi TC       |
| Jugoslawien        |                           | HK Vojvodina Novi Sad      | HK Spartak Subotica   |

## Außereuropäische Ligen
| Land/Meisterschaft | Liganame                      | Meister                    | Finalgegner               |
| Australien         | Australian Ice Hockey League1 | Adelaide Avalanche         |                           |
| Israel             |                               | HC Ma’alot                 |                           |
| Japan              | Japan Ice Hockey League       | Seibu Tetsudo Tokyo        | -                         |
| Kanada             | Memorial Cup                  | Rimouski Océanic           | Barrie Colts              |
| Kanada             | Allan Cup                     | Powell River Regals        | Lloydminster Border Kings |
| Nordamerika        | NHL                           | New Jersey Devils          | Dallas Stars              |
| Nordamerika        | AHL                           | Hartford Wolf Pack         | Rochester Americans       |
| Nordamerika        | IHL                           | Chicago Wolves             | Grand Rapids Griffins     |
| Südafrika          | Interprovincial Tournament1   | Krugersdorp Wildcats       |                           |
| Türkei             | Superliga                     | Istanbul Paten SK          | Bogazici PSK Istanbul     |
| Vereinigte Staaten | NCAA                          | University of North Dakota | Boston College            |

1 Liga wurde komplett im Kalenderjahr 2000 ausgetragen